# Benjamin Ndiaye
Benjamin Ndiaye, né à Fadiouth le 28 octobre 1948 est un prélat catholique sénégalais, archevêque de Dakar de décembre 2014 à février 2025.

## Biographie

### Enfance et premières études
Benjamin Ndiaye est né le 28 octobre 1948 à Fadiouth, dans le département de M'bour, région de Thiès, au Sénégal, et est baptisé le jour même. Après des études primaires, il part au petit séminaire de Ngasobil où il reste jusqu'en 1967. Il poursuit ensuite ses études au grand séminaire Libermann de Dakar, ainsi qu'au collège Sainte-Marie de Hann jusqu'au baccalauréat. Entre 1970 et 1974, il étudie la philosophie et la théologie aux grands séminaires de Sébikotane et d'Anyama, en Côte d'Ivoire. Puis il part à Fribourg où il obtient en 1977 une licence de théologie.

### Presbytérat
C'est le 21 août 1977 qu'il est ordonné prêtre par le cardinal Hyacinthe Thiandoum dans sa ville natale. Son passage à l'École biblique et archéologique française de Jérusalem est sanctionné par un diplôme, après qu'il eut rédigé deux mémoires. Entre 1979 et 1993, il exerce diverses fonctions dans les paroisses et au séminaire de Dakar. Là, il repart à Fribourg où il obtient une licence en Écritures saintes. Il revient au Sénégal où il est vicaire paroissial puis professeur d'Écriture sainte au séminaire Libermann. Étudiant à partir de 1993 de l'Institut catholique de Paris, il devient en 1996 docteur en théologie (avec une thèse sur « Jésus, Premier-Né d'une multitude de frères. Études de Romains 8, 28-30»). Rentré au Sénégal, il exerce diverses fonctions paroissiales puis, entre 2000 et 2001, est vicaire général de l'archidiocèse de Dakar.

## Épiscopat
Il est nommé par le pape Jean-Paul II évêque de Kaolack le 15 juin 2001 ,. Consacré par son prédécesseur Théodore-Adrien Sarr, nommé archevêque de Dakar un an plus tôt, il succède ensuite à ce dernier le 22 décembre 2014. Le 21 février 2015, il est installé archevêque de Dakar.
Le 22 février 2025, le pape François accepte sa démission pour raison d'âge et nomme André Gueye pour lui succéder.

### Mandats et fonctions
Depuis octobre 2012, il est président de la Conférence des évêques du Sénégal, de la Mauritanie, du Cap-Vert et de Guinée-Bissau , après en avoir été le vice-président entre 2005 et 2011. En octobre 2014, il participe au synode des évêques sur les défis pastoraux de la famille dans le contexte de l'évangélisation. En octobre 2015, il est présent au synode des évêques sur la mission de la famille dans l'Église et dans le monde.